# جورج الفضولي
جورج الفضولي (بالإنجليزية: Curious George)‏ هو فيلم رسوم متحركة أمريكي لعام 2006 يستند إلى كتاب جورج الفضولي. من إخراج ماثيو أوكالاجان. ومن النجوم ويل فيريل ، ودرو باريمور ، وديك فان دايك ، وديفيد كروس ، ويوجين ليفي ، وجوان بلورايت ، ومايكل سوريش ، ومايكل تشيناموريندي ، وكلينت هوارد ، وإد أوروس ، وفرانك ويلكر. تم إصداره في 10 فبراير 2006.

## وصلات خارجية
- جورج الفضولي على موقع IMDb (الإنجليزية)
- جورج الفضولي على موقع ميتاكريتيك (الإنجليزية)
- جورج الفضولي على موقع روتن توميتوز (الإنجليزية)
- جورج الفضولي على موقع نتفليكس (الإنجليزية)
- جورج الفضولي على موقع قاعدة بيانات الأفلام العربية
- جورج الفضولي على موقع ألو سيني (الفرنسية)
- جورج الفضولي على موقع Turner Classic Movies (الإنجليزية)
- جورج الفضولي على موقع أول موفي (الإنجليزية)
- جورج الفضولي على موقع بوكس أوفيس موجو (الإنجليزية)
- جورج الفضولي على موقع فيلمافينيتي (الإسبانية)